# Lepidium seravschanicum
Lepidium seravschanicum är en korsblommig växtart som beskrevs av Pavel Nikolaevich Ovczinnikov och Sabir Junussovicz Junussov. Lepidium seravschanicum ingår i släktet krassingar, och familjen korsblommiga växter. Inga underarter finns listade i Catalogue of Life.